# Tibouchina brevisepala
Tibouchina brevisepala är en tvåhjärtbladig växtart som beskrevs av Célestin Alfred Cogniaux. Tibouchina brevisepala ingår i släktet Tibouchina och familjen Melastomataceae. Inga underarter finns listade i Catalogue of Life.